# Grupa Europejska Komisji Trójstronnej

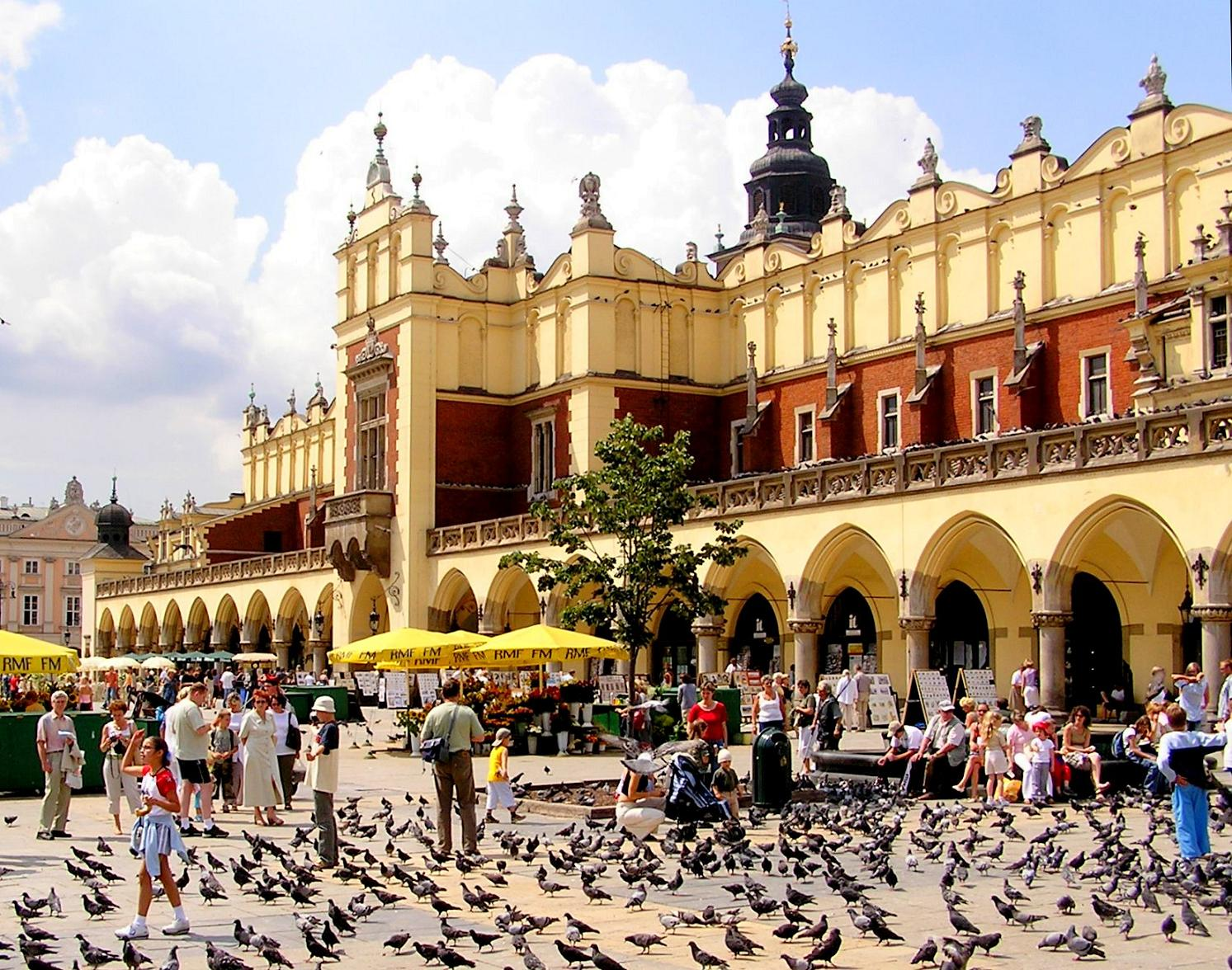
Krakowskie Sukiennice, miejsce 37. spotkania Grupy Europejskiej Komisji Trójstronnej

Grupa Europejska Komisji Trójstronnej – europejska część Komisji Trójstronnej.
W dniach 25–27.10.2013 r. odbyło się w Krakowie w Sukiennicach doroczne, 37. spotkanie Grupy Europejskiej Komisji Trójstronnej, które otworzył Prezydent Polski Bronisław Komorowski. W 2013 przewodniczącym Grupy Europejskiej był Jean-Claude Trichet, były prezes Europejskiego Banku Centralnego.
Komisja Trójstronna powstała w 1973 r. z inicjatywy Davida Rockefellera i Zbigniewa Brzezińskiego, aby wzmacniać nieformalną współpracę Ameryki Północnej, Europy i Azji, gdzie organizacja ta nigdy nie zajmuje oficjalnego stanowiska w dyskutowanej kwestii, a opera się jedynie na wpływach swoich członków. Obecnie Komisja Trójstronna liczy 350 członków, postaci polityki, biznesu, nauki i mediów z trzech kontynentów, gdzie Polska dołączyła się do komisji w roku 1998.
Grupie Polskiej według stanu na 2013 przewodniczył Andrzej Olechowski, a w jej skład wchodzili Jerzy Baczyński, Marek Belka, Jerzy Koźmiński, Tomasz Sielicki i Sławomir Sikora.
Głównym tematem 37. sesji było:
- 10 lat po rozszerzeniu Unii Europejskiej

Dodatkowe tematy:
- Relacje Ukrainy z Unią Europejską – przewodniczył dyskusji Aleksander Kwaśniewski
- Relacje Gruzja – Unia Europejska[5]
- Zagadnienia energetyczne